# Лысакова, Вероника Николаевна
Верони́ка Никола́евна Лысако́ва (род. 1 марта 1994, Белая Церковь, Киевская область) — российская актриса театра и кино, певица и автор песен.

## Биография
Родилась 1 марта 1994 года на Украине в городе Белая Церковь Киевской области в семье военного лётчика. В возрасте 4х лет переехала вместе с родителями в город Тамбов. В пять лет поступила в музыкальную школу, где познакомилась с композитором детских песен Ольгой Егоровой. Принимала участие в международных и всероссийских конкурсах и фестивалях, где занимала призовые места. В 2001 году вышла на большую театральную сцену в музыкальном новогоднем представлении «Билет в новое тысячелетие». В 2001 году вместе с семьей переехала в Москву. В 2002 году стала участницей шоу-группы «Авеню». С 2004 года стала заниматься в детской театральной студии «Маленькая Луна».
С 2001 года обучалась в детской джазовой школе при Государственном музыкальном колледже эстрадного и джазового искусства по классу эстрадное пение.
В 2012 году окончила с отличием Российский университет театрального искусства — ГИТИС, специальность «Актёрское искусство», квалификация — артист драматического театра и кино. Мастер курса — народный артист России Сергей Проханов. В 2015 году окончила с отличием Российскую академию музыки имени Гнесиных, специальность «Музыкальное искусство эстрады», квалификация — концертный исполнитель, артист ансамбля, преподаватель. В 2020 году окончила с отличием Российскую академию музыки имени Гнесиных, специальность «Вокальное искусство», квалификация — магистр.
В 12 лет попала в свой первый проект — сериал «Золотая тёща».
Была членом детского жюри конкурса «Кинотаврик» в Сочи. Ведущая программ «Есть такая профессия» на телеканале «Бибигон» и «Всё по-взрослому» на СТС.
С 2012 года актриса Театра Луны, играет главные роли в мюзиклах «Лиромания», «Губы» (композитор А. Журбин, режиссёр С. Проханов), «Шантеклер» (композитор И. Грибулина, режиссер С. Проханов), в драматических спектаклях «Дориан Грей» (режиссер Г. Галавинская), "Казанова или путешествие в «Икосамерон», «Дали и испанская королева из Казани» (режиссёр С. Проханов) и др.
В 2012 году участвовала во втором сезоне шоу «Фактор А».
В 2021 году участвовала в скетч-шоу «Москва резиновая».

## Фильмография

### Роли в кино и телесериалах[3]
| Год       |   | Название                                          | Роль                                     |
| --------- | - | ------------------------------------------------- | ---------------------------------------- |
| 2006      | ф | Золотая тёща                                      | Дарья, дочь Крымова от первого брака     |
| 2006—2007 | с | Моя Пречистенка                                   | Ира в подростковом возрасте              |
| 2006      | ф | Закон и порядок: Преступный умысел. Волчье логово | Вера Колганова                           |
| 2007      | с | Сваха (сериал)                                    | Богданова                                |
| 2008      | ф | А я люблю женатого                                | Ника Круглова, дочь Олега и Татьяны      |
| 2008      | с | Встречная полоса (фильм)                          | Фрося                                    |
| 2008      | ф | Сезон открытий                                    | Лека Пузырева                            |
| 2008      | с | Шаг за шагом                                      | Карина, младшая дочь Екатерины           |
| 2008—2009 | с | Рыжая                                             | Софья Суздалева                          |
| 2009      | ф | Волчок                                            | Подросшая девочка                        |
| 2009      | ф | Огни большого города                              | Девочка в детдоме                        |
| 2010      | ф | Серафима прекрасная                               | Валентина                                |
| 2010      | ф | Погоня за тенью                                   | Дарья                                    |
| 2010      | с | Побег                                             | Мария, дочь Кобы                         |
| 2010      | ф | Зверобой 2                                        | Ирина                                    |
| 2010      | с | Вышел ёжик из тумана                              | Татьяна, подруга Алевтины                |
| 2010      | ф | Шериф                                             | Елизавета                                |
| 2010—2011 | с | Маруся                                            | Жанна                                    |
| 2011      | с | Бабушка на сносях                                 | Екатерина                                |
| 2011      | ф | Моя Пречистенка 2                                 | Ирина                                    |
| 2011      | с | Каменская 6                                       | Софья                                    |
| 2011      | ф | Группа счастья                                    | Юлия, дочь Лизы                          |
| 2011      | с | Побег-2                                           | Мария, дочь Кобы                         |
| 2011      | ф | Срочно в номер-3                                  | Екатерина, дочь Данилова                 |
| 2011      | ф | Бомбила                                           | Антонина                                 |
| 2012      | с | Без следа                                         | Катя Чубанова                            |
| 2012      | ф | Частное пионерское                                | Пионервожатая                            |
| 2012      | с | Шаповалов                                         | Мария                                    |
| 2012      | с | По горячим следам-2                               | Мария                                    |
| 2012      | ф | Стальная бабочка                                  | Девочка со скрипкой                      |
| 2012      | с | Человек-приманка                                  | Кира                                     |
| 2012—2013 | с | Анечка                                            | Марианна                                 |
| 2013      | с | До смерти красива                                 | Кристина                                 |
| 2013      | с | Земский доктор                                    | Света                                    |
| 2013      | с | Маша в законе                                     | Анжела Дегтярёва                         |
| 2013      | с | Мир для двоих                                     | Юля                                      |
| 2013      | ф | Первая любовь                                     | Даша                                     |
| 2013      | ф | Пока живу, люблю                                  | Юля                                      |
| 2014      | с | Палач                                             | Лариса Муравьёва, подруга Вики Лопатиной |
| 2014      | с | Косатка                                           | Катя, сводная сестра Ольги Косаткиной    |
| 2014      | с | Другой майор Соколов                              | Настя Ершова                             |
| 2014      | ф | Кино про Алексеева                                | однокурсница Алексеева                   |
| 2014      | с | Практика                                          | Полина Коренева                          |
| 2014      | с | Уголовное дело                                    | Света                                    |
| 2014      | ф | Ясновидящая                                       | Ксюша                                    |
| 2015      | с | Граница времени                                   | Инга Субботина                           |
| 2015      | с | Где живёт Надежда                                 | Надя                                     |
| 2015      | с | Опекун                                            | секретарь Катя                           |
| 2015      | с | Родители                                          | Катя                                     |
| 2015      | с | Спасённая любовь                                  | Алёна                                    |
| 2016      | с | Анна-детективъ («Бескровная жертва», фильм №7)    | Дуня                                     |
| 2016      | с | Майор Соколов. Игра без правил                    | Настя Ершова                             |
| 2017      | с | Перекаты судьбы                                   | Медсестра                                |
| 2018      | с | Моя чужая жизнь                                   | Валя                                     |
| 2018      | с | Универ. Новая общага                              | Катя, репетитор Киселя                   |
| 2019      | с | Бабочки и птицы                                   | Ольга в молодости                        |
| 2019      | с | Без памяти                                        | Аня                                      |
| 2019      | с | Душегубы                                          | Нина Белоухова                           |
| 2020      | с | Ради жизни                                        | Женя                                     |
| 2020      | с | Скорая помощь-3                                   | Подруга жениха                           |
| 2020      | с | Фитнес-3                                          | Молодая мама                             |
| 2021      | с | Балабол-5                                         | журналистка                              |
| 2021      | с | Вампиры средней полосы                            | Люся, медсестра                          |
| 2022      | ф | Женись на мне                                     | Тая                                      |
| 2022      | ф | Тётя Марта                                        | Подруга Ольги                            |
| 2022      | ф | Зацепка                                           | Кристина Исакова                         |
| 2022      | ф | Частная жизнь                                     | Алёна                                    |
| 2022      | с | Елизавета                                         | Горничная Дарья                          |

### Озвучивание и дубляж
- 2011 — «Ханна. Совершенное оружие | Hanna (Великобритания, Германия, США)» — главная роль Ханна (Сирша Ронан)
- 2011 — «Собиратель пуль» — режиссер Александр Вартанов — роль Вика

### Композитор
- 2018 — «Моё сердце с тобой» — режиссер Сергей Лялин Песня «НЕБО» — автор музыки, текста и исполнитель — Вероника Лысакова
- 2022 — «Чужая семья» — режиссер Наталия Средникова, Песня «ДОМИНО» — автор музыки, текста и исполнитель — Вероника Лысакова

## Театральные работы

#### Театр Луны[4]
- 2005 — мюзикл «Лиромания» (режиссёр Сергей Проханов, композитор Александр Журбин) роль — Вольнерилья в детстве
- 2005 — «Фанта-Инфанта» (режиссёр Сергей Проханов) главная роль — Фанта
- 2006 — «Оскар и Розовая Дама» (режиссёр Виктория Алмаева) роль — Китаянка
- 2006 — мюзикл «Губы» (режиссёр Сергей Проханов, композитор Александр Журбин) роль — Ирма
- 2007 — «Рококо» (режиссёр Андрей Максимов) роль — Катя
- 2012 — «Орфей и Эвридика» (режиссёр Гульнара Галавинская) главная роль — Эвридика
- 2012 — мюзикл «Губы» (режиссёр Сергей Проханов, композитор Александр Журбин) главная роль — Магда
- 2012 — мюзикл «Лиромания» (режиссёр Сергей Проханов, композитор Александр Журбин) главная роль — Корделия
- 2012 — музыкальный спектакль «Шантеклер» (режиссёр Сергей Проханов) — главная роль Фазаночка
- 2013 — «Дориан Грей»[5] (режиссёр Гульнара Галавинская) роль — Сибилла
- 2014 — «Дали и испанская королева из Казани» (режиссер Сергей Проханов) роль — Анна-Мария, сестра Сальвадора Дали
- 2014 — «Ящерица» (режиссер Елена Оленина) роль — Черепашка
- 2016 — «Казанова, или путешествие в Икосамерон» (режиссёр Сергей Проханов) роль — Кептриссия
- 2018 — «Ночь нежна» (режиссёр Сергей Проханов) роль — Розмари Хойт
- 2017 — мюзикл «Чайка» (композиторы Георгий Юн, Татьяна Солнышкина, либретто Борис Рывкин, режиссёры Артем Каграманян и Те Сик Кан) главная роль — Нина Заречная
- 2018 — «Матриархат» (режиссёр Сергей Проханов) роль — Надя Пчелкина
- 2019 — городской мюзикл «Маяковский» (стихи — Владимир Маяковский, композитор Алексей Шошев, либретто — Алексей Шошев и Александр Лебедев, режиссёр Александр Рыхлов) роль — Эльза Триоле
- 2020 — «Маки» (режиссёр Сергей Проханов) — Глория Бетанкур
- 2022 — «Живой товар»[6] (режиссёр Алена Захарова) главная роль — Лиза
- 2022 — «Эдит Пиаф. Гимн Любви»[7][8] (режиссёры Игорь Афанасьев, Евгений Герасимов) главная роль — Жермен Саблон
- 2023 — «Месяц в деревне»[9][10][11] (режиссёр Павел Сафонов) главная роль — Верочка

#### Антреприза
- 2001 — «Билет в новое тысячелетие» (режиссёр Андрей Мачульский) (г. Тамбов)
- 2003 — мюзикл «Энни» (режиссёр Нина Чусова) роль — Кэйт (театр Эстрады)
- 2015 — «Куплетисты/ Пустя ГоворЯД» режиссер Ольга Онохина — главная роль Даша (Современный театр Антрепризы)
- 2018 — концерт-спектакль авторских песен «Своими словами» совместно с Теоной Дольниковой и Агатой Вавиловой, режиссёр — Наталья Сажина, аккомпанемент — Глеб Левашкевич (гитара)

#### Роли в театре
| Название спектакля/Мюзикла             | Роль                               |
| -------------------------------------- | ---------------------------------- |
| Энни                                   | Кэйт                               |
| Лиромания                              | Вольнерилья в детстве              |
| Фанта-Инфанта                          | Фанта                              |
| Оскар и Розовая Дама                   | Китаянка                           |
| Губы                                   | Ирма                               |
| Рококо                                 | Катя                               |
| Орфей и Эвридика                       | Эвридика                           |
| Губы                                   | Магда                              |
| Лиромания                              | Корделия                           |
| Шантеклер                              | Фазаночка                          |
| Дориан Грей                            | Сибилла, Шейла                     |
| Дали и испанская королева из Казани    | Анна-Мария, сестра Сальвадора Дали |
| Ящерица                                | Черепашка                          |
| Куплетисты/ Пустя ГоворЯД              | Даша                               |
| Казанова, или путешествие в Икосамерон | Кептриссия                         |
| Ночь нежна                             | Розмари Хойт                       |
| Чайка                                  | Нина Заречная                      |
| Матриархат                             | Надя Пчелкина, Пчёлка              |
| Маки                                   | Глория Бетанкур                    |
| Живой товар                            | Лиза                               |
| Шпионка Сталина и Гитлера              | Гели                               |
| Маяковский                             | Эльза Триоле                       |
| Эдит Пиаф. Гимн Любви                  | Жермен Саблон                      |
| Месяц в деревне                        | Верочка                            |

## Шоу и телепередачи
- 2008 — ведущая передачи «Есть такая профессия» на телеканале «Карусель».
- 2009 — ведущая шоу «Всё по-взрослому» на телеканале «СТС».
- 2012 — участница телевизионного музыкального конкурса «Фактор А» 2-й сезон — телеканал «Россия»
- 2021—2022 — актриса скетч-шоу «Москва Резиновая» — телеканал «ТВЦ»
- 2022 — участие в шоу-кабаре «Чёрный кот» — телеканал «ТВЦ»

## Публикации и методические работы
- Социально-культурные основы профессиональной подготовки эстрадного музыканта-вокалиста[12]. (Музыка в информационном пространстве культуры третьего тысячелетия: проблемы, мнения, перспективы. Сборник научных трудов. Москва, 2014. С.123-128.)
- Факторы эффективности профессиональной подготовки эстрадного исполнителя[13]. (Социальное образование и социальная история России: опыт изучения и проблемы подготовки кадров для социальной сферы. Сборник материалов XIV Всероссийского социально-педагогического конгресса М.: Изд-во Перо, 2014 С.189-190)
- К проблеме совершенствования профессиональной подготовки эстрадного исполнителя[12]. (Музыка в информационном пространстве культуры третьего тысячелетия: проблемы, мнения, перспективы. Сборник научных трудов. Москва, 2015. С. 200—204)[14]

## Награды и премии
- 2000 — лауреат Международного конкурса-фестиваля детского художественного творчества «Орловские Зори»
- 2001 — лауреат Всероссийского детского конкурса исполнителей эстрадной песни «Голоса XXI века»
- 2003 — лауреат фестиваля «Юные таланты Московии[15]»
- 2003 — лауреат телевизионного конкурса «Песенка года»
- 2004 — лауреат конкурса детского самодеятельного творчества «Мы ищем таланты»
- 2004 — лауреат телевизионного конкурса «Песенка года»
- 2007 — диплом за лучшую детскую роль (театральная премия «Ромашка[16]», Москва)
- 2008 — приз жюри за лучший дебют на Международном детском фестивале «Золотой Артек» (Болгария)
- 2008 — лауреат детского эстрадно-джазового вокального конкурса «Новое поколение» (Москва)
- 2009 — приз за лучшую детскую роль на международном фестивале кино для детей и юношества «Крылья 2009» (Киев)
- 2009 — победитель Общероссийского конкурса «Молодые дарования России» (номинация «вокальное искусство»)
- 2010 — лауреат президентской премии за вокальные достижения (раздел «Культура»)
- 2013 — победитель театральной премии «Ромашка». Диплом за лучшую женскую роль — Эвридика в спектакле «Орфей и Эвридика» (режиссер Гульнара Галавинская).
- 2019 — победитель театральной премии «Ромашка». Диплом за лучшую женскую роль — Эльза Триоле в спектакле «Маяковский» (режиссер Александр Рыхлов)
- 2020 — благодарность министра правительства г. Москвы, руководителя Департамента культуры г. Москвы за большой вклад в развитие культуры г. Москвы и активное участие в проведении мероприятий года театра